# Pallavicinia xiphoides
Pallavicinia xiphoides là một loài rêu trong họ Pallaviciniaceae. Loài này được (Hook. f. & Taylor) Trevis. mô tả khoa học đầu tiên năm 1877.